# Wilhelm Bornemann (jurist)
 For alternative betydninger, se Wilhelm Bornemann. (Se også artikler, som begynder med Wilhelm Bornemann)
Friedrich Wilhelm Ludwig Bornemann (født 28. marts 1798 i Berlin, død 28. januar 1864 sammesteds) var en tysk retslærd. Han var søn af Johann Wilhelm Bornemann.
Bornemann blev departementschef i justitsministeriet i Berlin 1844, justitsminister 1848, præsident for overtribunalet i Berlin, kronsyndikus, medlem af herrehuset. Bornemann, typen på en preussisk bureaukrat, med en sådans fortrin og fejl, har fortjenesten af at have givet den første egentlige videnskabelige bearbejdelse af den preussiske landret, således i hans hovedværk Systematische Darstellung des preuszischen Civilrechts, mit Benutzung der Materialien des allgemeinen Landrechts (I—VI, 1834—38, 2. oplag 1842—45). Af Bornemanns øvrige, ikke omfangsrige forfatterskab kan fremhæves: Von Rechtsgeschäften überhaupt und 
von Verträgen insbesondere, nach dem preuszischen Rechte (1825, 2. oplag 1833).